# Улица Попова (Салават)
Улица Попова  — улица расположена в старой части города Салавата.

## История
Застройка улицы началась в 1951 году. Улица застроена 2 этажными домами. Улица находится в поселке Мусино.

## Трасса
Улица Попова начинается от улицы Горького и заканчивается на улице Богдана Хмельницкого.

## Транспорт
По улице Попова общественный транспорт не ходит. Движение транспорта одностороннее.